# Digital Park

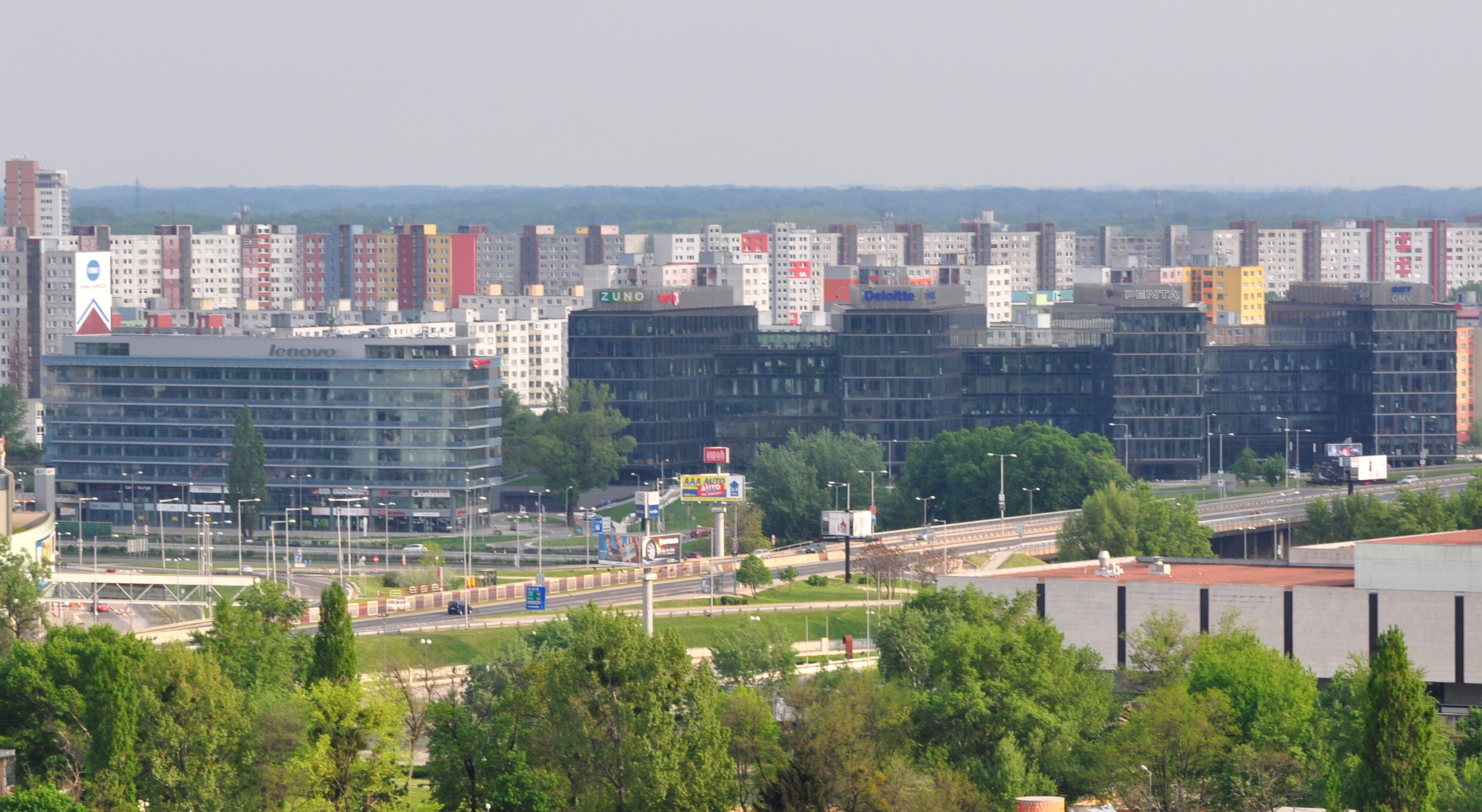
Digital Park 1 a 2

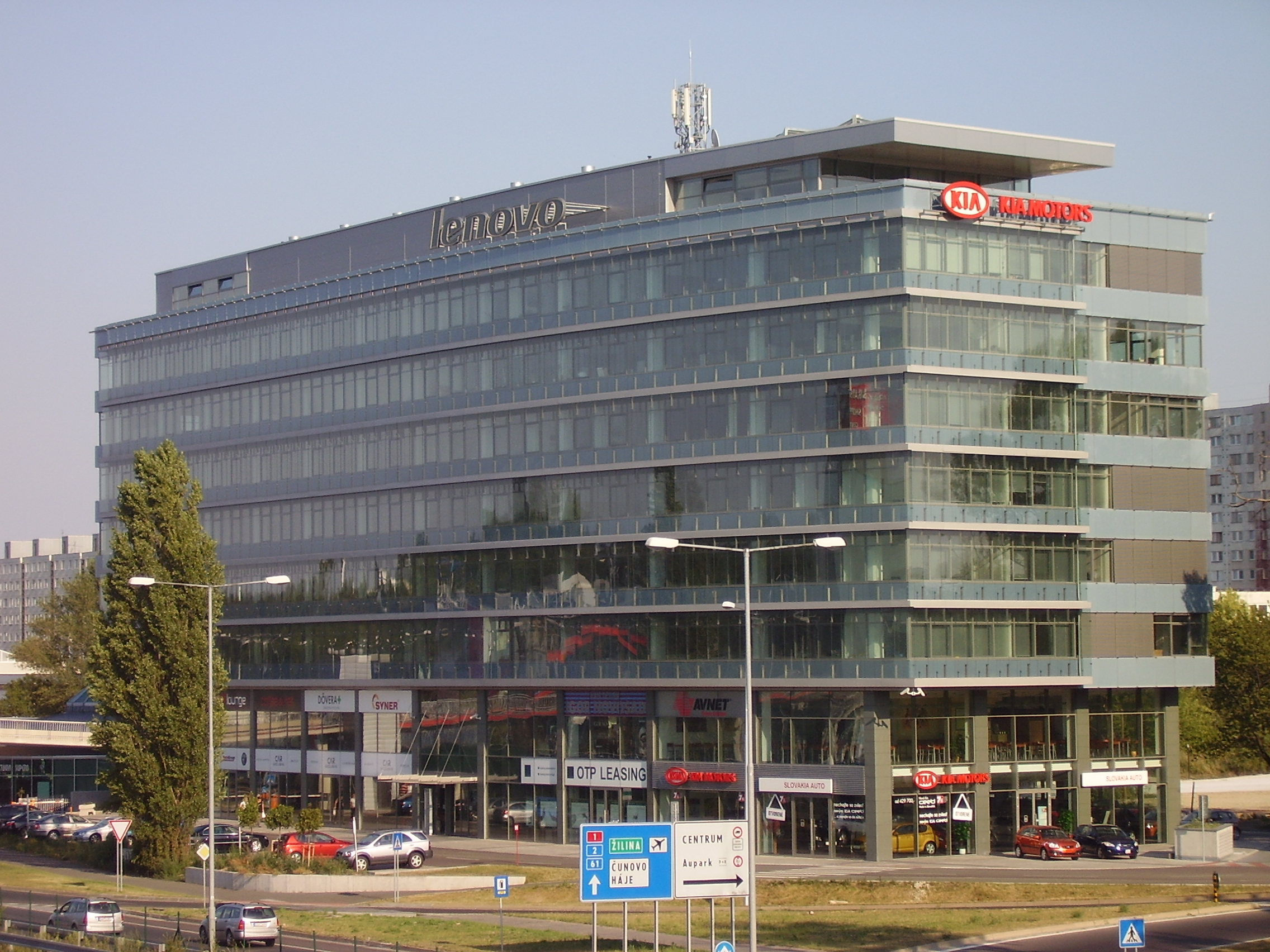
Digital Park

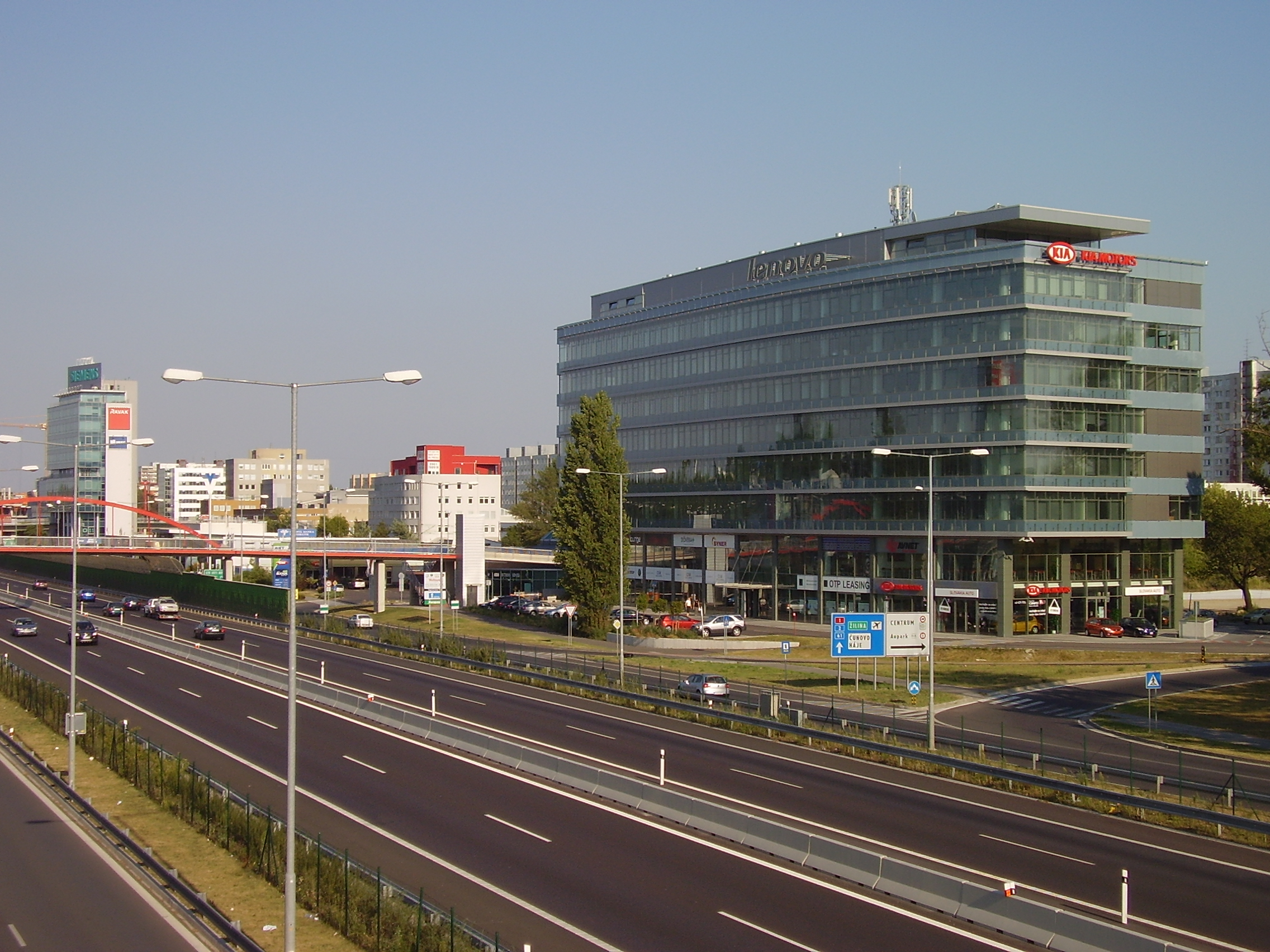
Digital Park a Einsteinova ulice

Digital Park je soubor sedmi moderních administrativních budov, který je postaven v bratislavské Petržalce na Einsteinově ulici, v bezprostřední blízkosti dálničního úseku Vídeňská cesta – Prístavný most a nákupního centra Aupark na opačné straně dálnice. S Auparkem je hlavní budova přímo propojená nadzemní lávkou, která vede přes dálnici a propojuje druhá patra obou komplexů.

## Projekt
Původně byla v projektu zahrnuta i výšková budova, avšak po vstupu finanční skupiny Penta se přehodnotil celý koncept projektu. Změna projektu přinesla menší zastavěnost území, díky čemuž v areálu zůstane prostor i na umělé jezírko a park.
Výstavba byla realizována v etapách. Mezi lety 2005 a 2006 proběhla výstavba hlavní 9 podlažní budovy, zbylé budovy byly postaveny v následujících letech.
Objem investice představuje okolo 3 miliardy Kč.

## První etapa
První budova komplexu byla zkolaudována v říjnu 2006. Budova má jedno podzemní a devět nadzemních podlaží. První dvě nadzemní podlaží jsou vyhrazeny pro obchodní prostory, restaurace a služby, ostatní nadzemní podlaží slouží jako kancelářské prostory. V podzemním podlaží se nacházejí parkovací prostory a sklady. Pronajímatelná plocha spolu tvoří 12 400 metrů čtverečních. Přibližně polovina administrativní části budovy je pronajata zahraniční firmě, která zde má středisko technické podpory pro EMEA region. Přízemní prostory mají pronajaté jiné společnosti, například prodejci automobilů.

## Druhá etapa
Ve druhé etapě byly mezi lety 2007 a 2009 postaveny čtyři vzájemně propojené budovy. Jedná se o největší část celého komplexu o celkové pronajímatelné ploše více než 40 000 m², z nichž většina je určena pro kanceláře. Prostory jsou také používány jako konferenční místnosti. V podzemí jsou stovky parkovacích míst.

## Třetí etapa
Třetí a závěrečná etapa byla dokončena v roce 2012. Jedná se vlastně o rozšíření již vybudované části Digital Park II. Nabízí více než 21 000 m² pronajímatelné plochy a přes 360 parkovacích míst v podzemí. Stejně jako v budovách druhé etapy, i zde mohou být prostory použity jako konferenční místnosti.
Celý Digital Park nabízí přibližně 74 000 m² pronajímatelné plochy a je sídlem mnoha známých firem, jako jsou Lenovo, Shell, Bayer nebo Penta Investments.